# ルイス・レオン・サンチェス
ルイス・レオン・サンチェス（Luis León Sánchez Gil、1983年11月24日 - ）は、スペイン、ムルシア州・ムラ出身の自転車競技選手。
J SPORTSの実況などでは、同じスペイン出身でサンチェス姓を持つサムエル・サンチェスとの混同を防ぐためLLサンチェス（エルエルサンチェス）と呼ばれることもある。
実弟のペドロ・レオンはSDエイバルに所属するサッカー選手である。

## 経歴
2004年、リベルティ・セグロスと契約を結んでプロロードレース選手となる。同チームには、後にグランツール完全制覇を果たすことになる、アルベルト・コンタドールが在籍しており、2006年までチームを共にした。
2005年、ツール・ド・フランス初出場、総合108位。
2006年、5月に欧州ロードレース界を震撼させたオペラシオン・プエルトの影響により、6月、チーム名をアスタナ・ヴュルトと名称を変えたものの、同年シーズンを最後にチームそのものが解散を余儀なくされてしまった。
2007年、ケス・デパーニュに移籍。
2008年、2度目の出場となったツール・ド・フランスの第7ステージでは、ダウンヒル（山下り）にて単独アタックを決めて快勝した。
2009年、パリ〜ニース第7ステージにおいて、前日まで総合首位のアルベルト・コンタドールを置き去りにした会心の走りを見せて総合首位の座を奪うや、最後まで首位を守って総合優勝を果たした。アルプス山脈超えとなったツール・ド・フランス第8ステージにおいて、サンディ・カザール(2位)らを降して勝利。
2010年、クラシカ・サンセバスティアンでは、アレクサンドル・ヴィノクロフ(2位)、カルロス・サストレ(3位)との同タイムゴールを制し優勝。
2011年、ラボバンクに移籍。
2012年、ロンドン五輪個人TTでは、スタートと同時にチェーンが切れ戦意喪失の末ゴール。
2013年2月、オペラシオン・プエルトとの関連を報道されたことから、所属チームのブランコ・プロサイクリングより暫定的な出場停止処分を受ける。
2014年、カハ・ルラル＝セグロス RGAへ移籍、ブエルタ・ア・エスパーニャで山岳賞を獲得する。
2015年、アスタナ・プロチームへ移籍。ヴィンチェンツォ・ニバリやファビオ・アルーのアシストとして走る。
2022年、バーレーン・ヴィクトリアスへ移籍。
2023年、古巣のアスタナに移籍し、同シーズン終了後に現役を引退した。

## 特徴
ツール・ド・フランス2009の第18ステージ個人TTにてトップから44秒遅れの7位に入る一方、1級2つ、2級1つが組み込まれた山岳ステージであった第8ステージにてゴールスプリント勝負を制するなど、アルベルト・コンタドール同様のハイレベルでバランスさせているオールラウンダーとして認められている。
一方、サンチェスがサンチェスらしい走りを見せるのは山岳の下り側である。下りを利用してアタックをかけ、逃げ集団に追いつくというレース展開が数多く見られ、2008年ツールでの濡れた路面での危険な下りで単独アタックを成功させての優勝を果たし、クラシカ・サンセバスティアン2009でもこの方法で先頭集団に追いつくという見せ場を作っている。

## 主な戦績

### 2004年
- ブエルタ・ア・アストゥリアス　区間優勝（第1ステージ）
- クラシカ・インターナショナル・デ・アルコベンダス　区間優勝（第3ステージ）

### 2005年
- ツアー・ダウンアンダー　総合優勝、区間優勝（第3ステージ）
- クラシカ・インターナショナル・デ・アルコベンダス　区間優勝（第3ステージ）

### 2006年
- パリ〜ニース　新人賞
- ツアー・ダウンアンダー　総合2位
- ブエルタ・ア・カスティーリャ・イ・レオン　総合2位

### 2007年
- チャレンジ・ブアルタ・ア・マジョルカ　総合優勝
- パリ〜ニース　総合3位、区間優勝(第6ステージ)

### 2008年
- ツアー・ダウンアンダー　総合8位
- パリ〜ニース　総合5位、区間優勝(第7ステージ)
- クリテリウム・アンテルナシオナル　総合3位
- スペイン選手権　個人タイムトライアル 優勝
- ツール・ド・フランス　区間優勝（第7ステージ）

### 2009年
- ツール・メディテラネアン　総合優勝
- ツール・デュ・オー・ヴァル　区間優勝（第1ステージ）
- パリ〜ニース　総合優勝
- ツール・ド・フランス　区間優勝（第8ステージ）
- バスク一周　総合5位、区間優勝(第1ステージ)

### 2010年
- ツアー・ダウンアンダー　総合2位、区間優勝(第5ステージ)
- ヴォルタ・アン・アルガルヴェ　区間優勝（第5ステージ）
- パリ〜ニース　総合3位
- カタルーニャ一周　総合4位
- シルキュイ・ド・ラ・サルト　総合優勝、区間優勝（第1ステージ）
- スペイン選手権　個人タイムトライアル 優勝
- ツール・ド・フランス　総合11位
- クラシカ・サンセバスティアン　優勝
- ブエルタ・ア・エスパーニャ　総合10位

### 2011年
- スペイン選手権　個人タイムトライアル 優勝
- ツール・ド・フランス　区間優勝(第9ステージ)
- ツアー・オブ・北京　総合6位

### 2012年
- パリ〜ニース　区間優勝(第6ステージ)
- ブエルタ・ア・カスティーリャ・イ・レオン　区間優勝（第2ステージ）
- ツール・ド・ロマンディ　総合10位区間優勝(第3、4ステージ)
- スペイン選手権　個人タイムトライアル 優勝
- ツール・ド・フランス　区間優勝(第14ステージ)、敢闘賞(第7ステージ)
- ロンドン五輪　14位(個人ロード)、32位（個人TT）
- クラシカ・サンセバスティアン　優勝

### 2013年
- ツール・ド・ベルギー　総合2位、区間優勝（第5ステージ）
- ツール・ド・レン　区間優勝（第3ステージ）

### 2014年
- ラ・トロピカル・アミサ・ボンゴ　区間優勝（第1ステージ）
- ブエルタ・ア・カスティーリャ・イ・レオン　区間優勝（第3ステージ）
- ブエルタ・ア・エスパーニャ　山岳賞

### 2015年
- ヨーロッパ選手権　優勝（ロードレース）

### 2016年
- ヴォルタ・アン・アルガルヴェ　区間優勝（第2ステージ）
- バスク一周　区間優勝（第1ステージ）

- ブエルタ・ア・エスパーニャ　敢闘賞（第10,20ステージ）

### 2017年
- グラン・プレミオ・ブルーノ・ベゲッリ　優勝

### 2018年
- ブエルタ・ア・ムルシア　総合優勝
- ツアー・オブ・ジ・アルプス　区間優勝（第4ステージ）
- ツアー・オブ・アルマトイ　区間優勝（第2ステージ）

### 2019年
- ブエルタ・ア・ムルシア　総合優勝、ポイント賞（第2ステージ優勝）
- ツール・ド・スイス　区間優勝（第2ステージ）

### 2020年
- ブエルタ・ア・ムルシア　区間優勝（第2ステージ）
- スペイン選手権　個人ロードレース 優勝

### 2021年
- プルエバ・ビリャフランカ・オルディジアコ・クラシカ 優勝